# 康托尔悖论
在数学中，康托尔悖论是集合论的一个定理，即没有最大的基数，所以“无限大小”的搜集自身是无限的。进一步的，从这个事实得出这个搜集不是集合而是真类；在von Neumann-Bernays-Gödel集合论中从这个事实得出大小限制公理，即这个真类和所有集合的集合之間存在雙射。所以，不只是有无限多个无限，而是这个无限大于无限的任何枚举。
这个悖论以德國數學家格奥尔格·康托尔命名，他在1899年（或在1895年到1897年之间）首先提出了它。像多数数学悖论一样，它实际上不是矛盾，而是在关于无限本质和集合概念的情况下错误直觉的体现。换个方式说，它在朴素集合论中的确是悖论，從而证实了这个理论对数学發展的需要是不充足的。在其後的各個公理化集合論中，這個悖論已經被解決。

## 陈述和证明
为了陈述这个悖论必须理解容许排序的基数，因此你可以谈论一个事物大于或小于另一个。则康托尔悖论是：
定理:没有最大的基数。
这个事实上是康托尔定理的直接结论，該定理的內容是关于一个集合的幂集的势。
证明: 假定相反情况，并设 C 为最大基数。则（在冯·诺伊曼基数指派中）C 是一个集合因此有幂集 2C，通过康托尔定理，它有严格的大于 C 的势。但根據定义 C 的势已經是最大的了，所以得出矛盾。因此，不存在最大的基数。
参见 A. Garciadiego 的《BERTRAND RUSSELL AND THE ORIGINS OF THE SET-THEORETIC 'PARADOXES》，其中包括了这不是悖论和康托尔不认为这是悖论的有關探討。

## 讨论和结论
因为基数是通过序数标定（indexing）而是良序的，（参见基数 (数学) § 基數序列及連續統假設），这也确立了没有最大序数；反过来，后者陈述蕴涵了康托尔悖论。通过应用这个标定到布拉利-福尔蒂悖论，我们还總結出基数们是真类而不是集合，而（至少在 von Neumann-Bernays-Gödel 集合论中）由此可知，存在基数的类和所有集合的类之间的双射。因为所有集合是后者这个类的子集，而所有势都是一个集合的势（根據定义），直觉上這就是說基数的搜集的“势”大于任何集合的势：它比任何真无穷更加无穷。这是康托尔悖论的悖论本质。

## 历史注释
尽管通常认定康托尔是第一个提出基数集合的这个性质的人，有些数学家认為这个贡献是伯兰特·罗素做出的，他在1899年或1901年定义了类似的定理。